# Diocesi di Grenoble-Vienne

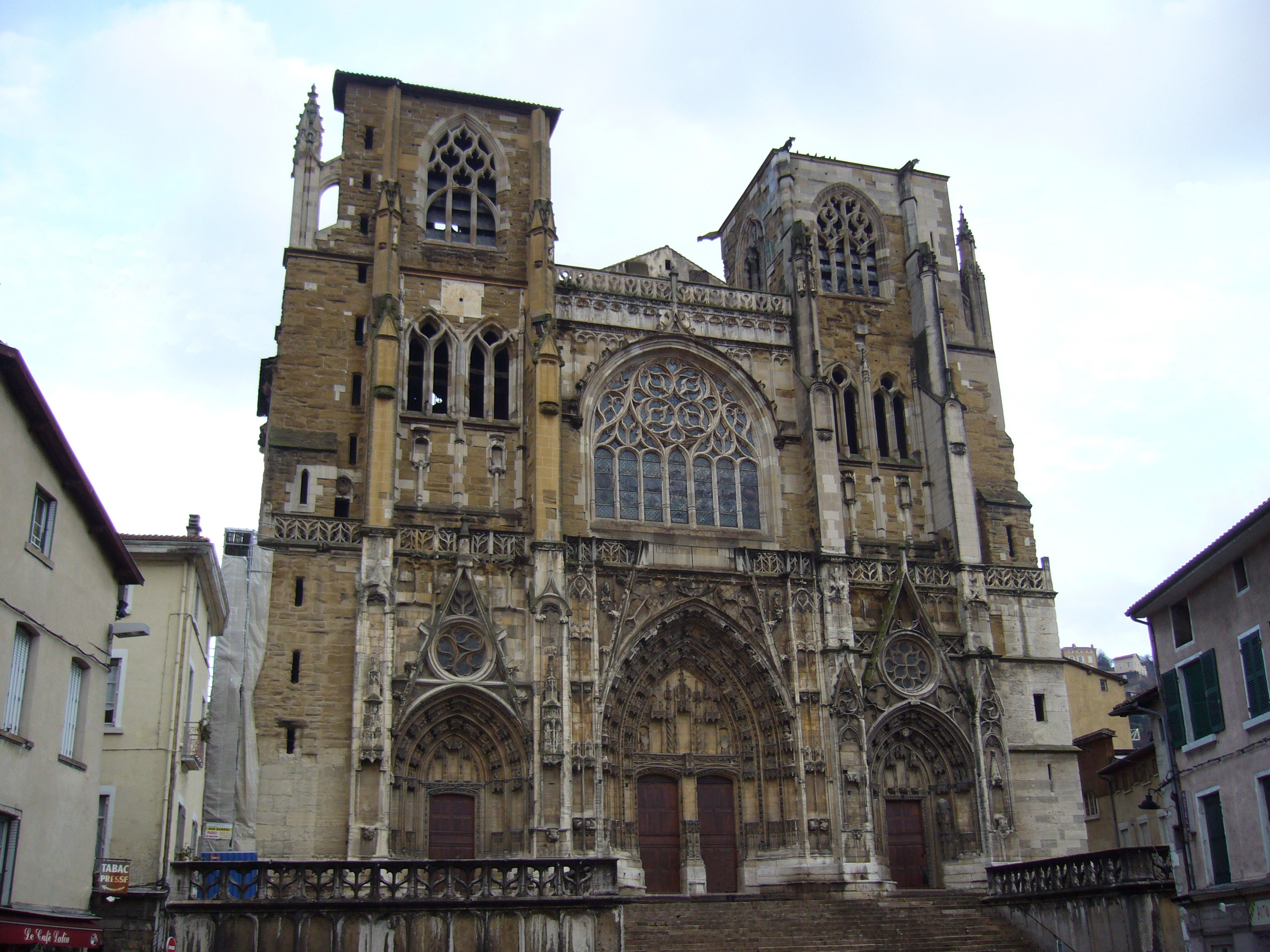
L'ex cattedrale di san Maurizio a Vienne

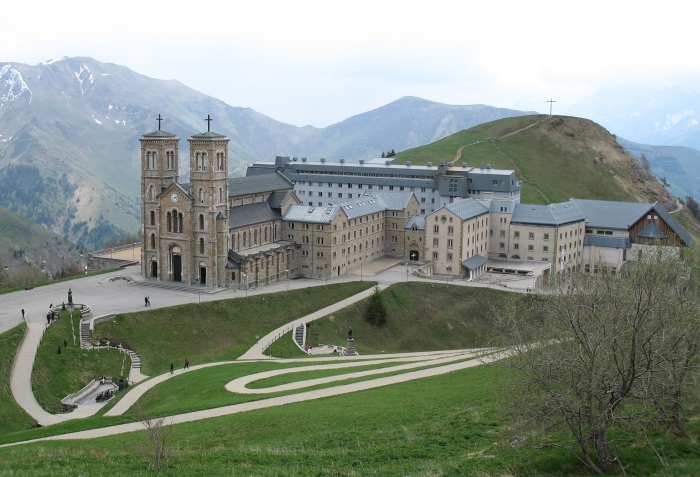
Il santuario mariano di La Salette

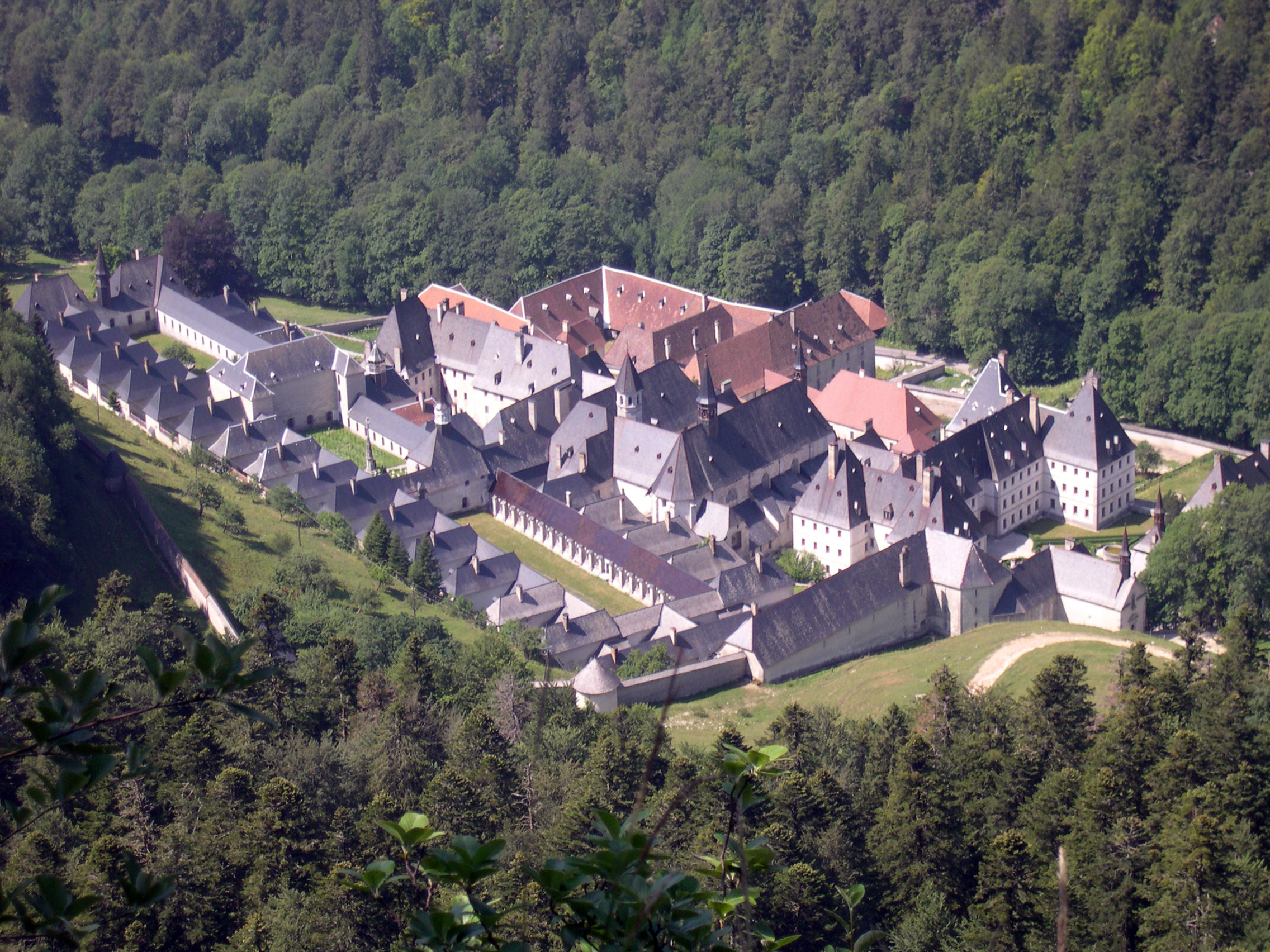
Il monastero della Grande Chartreuse

La diocesi di Grenoble-Vienne (in latino Dioecesis Gratianopolitana-Viennensis Allobrogorum) è una sede della Chiesa cattolica in Francia suffraganea dell'arcidiocesi di Lione. Nel 2021 contava 816.870 battezzati su 1.288.000 abitanti. È retta dal vescovo Jean-Marc Eychenne.

## Territorio

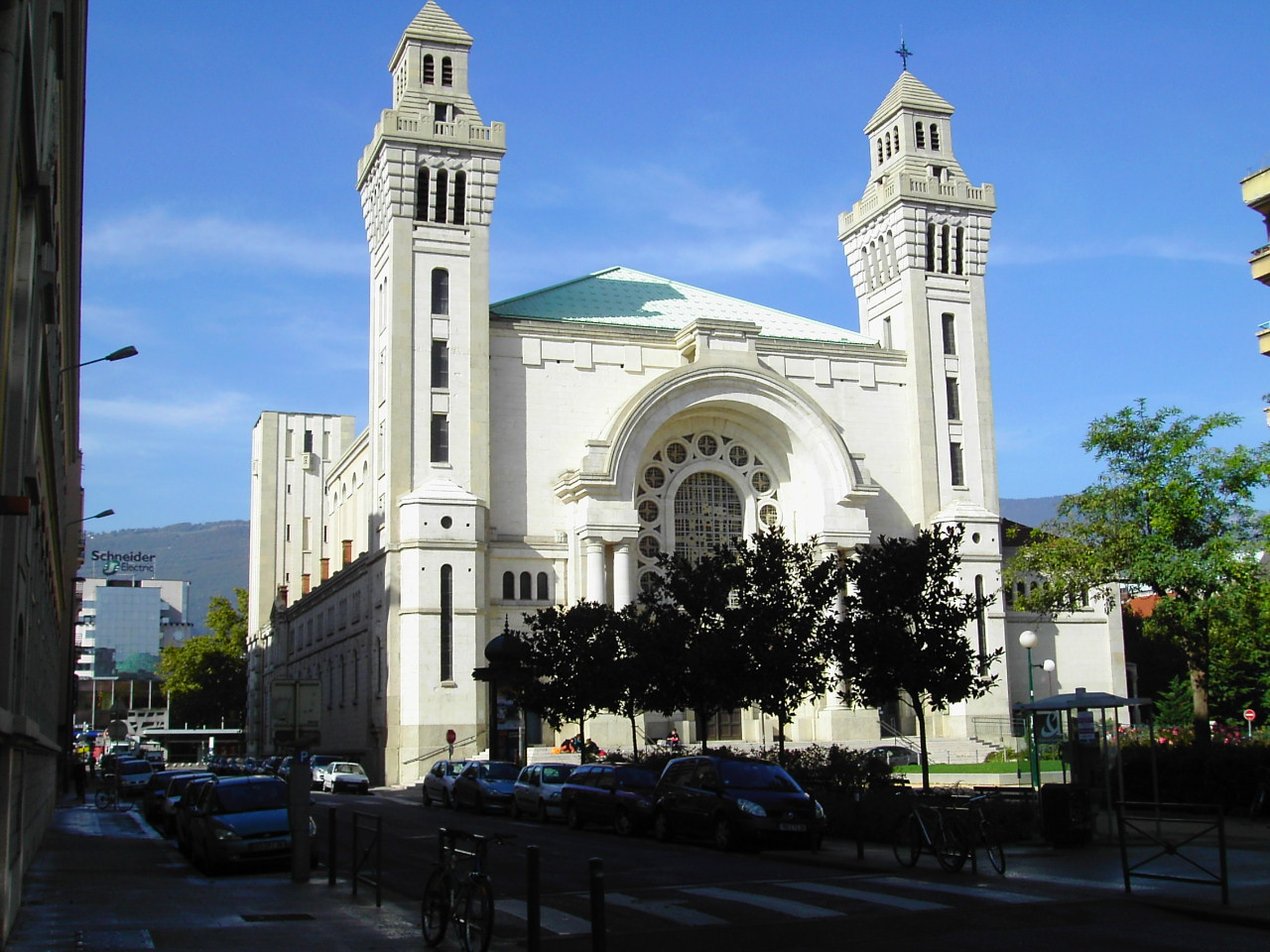
La basilica del Sacro Cuore di Grenoble.

La diocesi comprende il dipartimento francese dell'Isère.
Sede vescovile è la città di Grenoble, dove si trova la cattedrale di Nostra Signora. Nella stessa città sorgono due basiliche minori: San Giuseppe e Sacro Cuore. A Vienne nel Delfinato si trova l'antica cattedrale di San Maurizio.
I principali siti di pellegrinaggio nella diocesi sono: Notre-Dame de Parménie, rifondata nel XVII secolo per opera di una pastorella; Notre-Dame-de-l'Osier, a Vinay, che risale al 1649 e soprattutto il celebre santuario di Nostra Signora de La Salette, che deve le sue origini all'apparizione della Vergine, il 19 settembre 1846 a Maximin Giraud e a Mélanie Calvat.
Il territorio si estende su 7.431 km² ed è suddiviso in 47 parrocchie.

### Istituti religiosi
- Compagnia di Gesù
- Congregazione del Santissimo Redentore
- Congregazione del Santissimo Sacramento
- Fratelli delle scuole cristiane
- Missionari della Sacra Famiglia
- Missionari di Nostra Signora di La Salette
- Missionari di San Carlo
- Ordine della compagnia di Maria Nostra Signora
- Piccole sorelle dei poveri
- Piccole sorelle del Vangelo
- Piccole suore della Santa Infanzia
- Piccole suore dell'operaio
- Piccole suore delle maternità cattoliche
- Suore dei Cuori di Gesù e Maria
- Suore della carità di Santa Giovanna Antida Thouret
- Suore del Prado
- Suore di Cristo
- Suore di Gesù Servitore
- Suore di Nostra Signora della carità del Buon Pastore
- Suore di Nostra Signora della Croce
- Suore di Nostra Signora del Rosario
- Suore di Nostra Signora di La Salette
- Suore di San Francesco d'Assisi
- Suore di Santa Maria Maddalena Postel
- Suore domenicane missionarie di Nostra Signora di La Délivrande
- Suore francescane dell'Immacolata Concezione
- Suore francescane del Sacro Cuore
- Suore missionarie di Nostra Signora degli Apostoli
- Suore oblate di San Francesco di Sales
- Suore orsoline del Sacro Cuore di Gesù Agonizzante

## Storia
La diocesi di Grenoble è stata eretta nel IV secolo. Nel 450, per decisione di Leone Magno, divenne suffraganea dell'arcidiocesi di Vienne. Il primo vescovo conosciuto di Grenoble è san Donnino, che prese parte al concilio di Aquileia nel 381. A metà del V secolo il vescovo Cerato è ricordato dalla leggenda come un oppositore dell'arianesimo.
I benedettini e gli agostiniani fondarono ben presto numerosi monasteri nella diocesi, come quello di Vizille già esistente nel 726, ma un pieno sviluppo della vita monastica si ebbe durante l'episcopato di Sant'Ugo. L'abbazia di Saint-Martin de Miséré, da cui trassero origine molti monasteri agostiniani e la scuola del priorato di Villard Benoît a Pontcharra furono importanti durante il XII e il XIII secolo. Ma la forma peculiare del monachesimo nel Delfinato, fin dai tempi di sant'Ugo, fu quella dei certosini fondati da san Bruno nel 1084 con l'erezione in diocesi della Grande Chartreuse, casa madre dell'Ordine.
Dalla prima metà del XIII secolo la branca francese dei Valdesi fece del Delfinato il suo centro principale. Da qui proveniva Guglielmo Farel, il più abile predicatore riformato francese. Pierre de Sébiville, un francescano apostata, introdusse a Grenoble nel 1522 il protestantesimo, che ebbe un largo seguito in tutta la diocesi. Questa fu poi segnata duramente dalle guerre di religione, specialmente nel 1562, quando il crudele barone des Andrets agì come luogotenente generale in Delfinato del principe di Condé.
I due soggiorni a Grenoble nel 1598 e nel 1600 del gesuita Pierre Coton, successivamente confessore di Enrico IV di Francia, riuscirono a suscitare notevoli conversioni dal protestantesimo; in memoria di ciò il connestabile di Francia, de Lesdiguières, che si era lui stesso convertito nel 1622, favorì la fondazione a Grenoble di una casa di gesuiti, presso la quale, nel 1651, i gesuiti istituirono un collegio. Fu comunque durante l'episcopato di Pierre Scarron (1620-1667) che il cattolicesimo nel Delfinato poté dirsi ristabilito.
Nella seconda metà del XVII secolo emerge la figura di Étienne Le Camus, unico vescovo di Grenoble diventato cardinale, che si impegnò ad applicare le decisioni del concilio di Trento, attraverso numerose visite pastorali e la fondazione del seminario.
Il 18 agosto 1779 cedette una porzione del suo territorio a vantaggio dell'erezione della diocesi di Chambéry.
Papa Pio VI, condotto prigioniero in Francia, passò due giorni a Grenoble nel 1799. Anche Pio VII fu tenuto al confino nella prefettura di Grenoble dal 21 luglio al 2 agosto 1808. Al vescovo Simon fu impedito di fargli visita.
In seguito al concordato con la bolla Qui Christi Domini di papa Pio VII del 29 novembre 1801 la diocesi di Grenoble entrò a far parte della provincia ecclesiastica dell'arcidiocesi di Lione. Contestualmente il territorio della diocesi fu fatto coincidere con quello del dipartimento.
Nel 1815, nella cappella del seminario, riceve l'ordinazione sacerdotale Giovanni Maria Vianney, sacerdote della diocesi, meglio conosciuto come curato d'Ars, canonizzato nel 1925 e proclamato patrono di tutti i parroci nel 1929. Originario della diocesi fu anche Henri Grouès, conosciuto come abbé Pierre, fondatore della comunità Emmaus.
Il 15 dicembre 2006 ha assunto la presente denominazione di diocesi di Grenoble-Vienne.

## Cronotassi dei vescovi
Il più antico catalogo dei vescovi di Grenoble è contenuto nel primo dei cartulari attribuito a sant'Ugo, tra XI e XII secolo.
Si omettono i periodi di sede vacante non superiori ai 2 anni o non storicamente accertati.
- San Donnino † (menzionato nel 381)
- San Diogene †
- Amico †
- Sebastiano †
- Vitaliano †
- San Cerazio † (prima del 441 - dopo il 451)
- Vivenzio † (menzionato nel 464)
- San Vittore † (prima del 517 - dopo il 518/523)
- Ursolo † (menzionato nel 538)
- Siagrio I † (prima del 552 - dopo il 570)[2]
- Esichio I † (prima del 573 - circa 601 deceduto)
- Siagrio II † (menzionato nel 614)[3]
- Claro † (prima del 650 - dopo il 653)
- San Ferreolo †[4]
- Boso †
- Esichio II †
- Austroberto †
- Ramnoldo (o Rainaldo) † (menzionato nel 707 ?)
- Ragnomaro † (menzionato nel 726)[5]
- Austorico †
- Corbo † (menzionato nel 743 ?)
- Leoperto †
- Ardinco †
- Odolardo † (menzionato nell'804 ?)
- Radoldo † (menzionato nell'825 ?)
- Siuperto † (menzionato nell'829 ?)
- Ebroaldo †
- Adalulfo † (menzionato nell'840)
- Ebbo † (prima dell'855 - dopo l'860)
- Bernario † (869 eletto - dopo l'882)
- Isacco † (prima dell'892 - dopo il 922)
- Alcherio † (? - circa 949 deceduto)
- Isarno † (prima di agosto 950 - dopo il 976)
- Humbert d'Albon † (prima del 990 - dopo il 1025 dimesso)
- Mallen † (menzionato nel 1030)
- Artaud  † (prima del 1037 - dopo il 1058)
- Pons Claudus †
- Pons † (? - 1076 scomunicato)
- Sant'Hugues I † (1080 - 1º aprile 1132 deceduto)
- Hugues II, O.Carth. † (1132 succeduto - circa 1148 nominato arcivescovo di Vienne)
- Othmar de Sassenage, O.Carth. †
- Geoffroy † (prima del 1151 - 1163 deposto)
- Jean de Sassenage † (prima di febbraio 1164 - 1220 deceduto)
- Guillaume, O.Carth. † (circa 1220)
- Pierre I † (? - 1221 ? deceduto)
- Soffroy † (1223 - dopo il 1230)
- Pierre II † (prima di aprile 1238 - dopo il 1249)
- Falcon † (1251 - 1266 deceduto)
- Guillaume de Sassenage † (25 luglio 1266 - dopo il 1299)
- Guillaume de Royn † (21 novembre 1301 - 1337 deceduto)
- Jean de Chissé † (23 dicembre 1337 - 1350 deceduto)
- Rodolphe de Chissé † (16 settembre 1350 - 28 febbraio 1380 nominato arcivescovo di Tarantasia)
- François de Conzié † (28 febbraio 1380 - 20 gennaio 1388 nominato arcivescovo di Arles)
- Aymon de Chissé I, O.S.B † (20 gennaio 1388 - 24 ottobre 1427 nominato vescovo di Nizza)
- Aymon de Chissé II † (24 ottobre 1427 - settembre 1450 deceduto)
- Siboud Allemand de Séchilienne † (menzionato nel 1454 - circa 1476 dimesso)
- Laurent Allemand de Laval I, O.S.A. † (19 gennaio 1476 - circa 1477 nominato vescovo di Orange)[6]
- Jost von Silenen † (9 giugno 1477 - 2 agosto 1482 nominato vescovo di Sion)
  - Jost von Silenen † (2 agosto 1482 - 1484 dimesso) (amministratore apostolico)
- Laurent Allemand de Laval I, O.S.A. † (8 marzo 1484 - 1518 dimesso) (per la seconda volta)
- Laurent Allemand de Laval II, O.S.A. † (26 aprile 1518 - 5 settembre 1561 deceduto)
- François D'Avançon, O.S.B † (16 dicembre 1562 - 5 febbraio 1575 deceduto)
- François Fléhard † (14 ottobre 1575 - 4 ottobre 1606 deceduto)
- Jean de La Croix de Chevrières † (4 luglio 1607 - maggio 1619 deceduto)
- Alphonse de La Croix de Chevrières † (maggio 1619 succeduto - 1620 dimesso)
- Pierre Scarron † (14 dicembre 1620 - 8 febbraio 1668 deceduto)
  - Sede vacante (1668-1671)
- Étienne Le Camus † (1º luglio 1671 - 12 settembre 1707 deceduto)
- Ennemond Montmartin † (12 marzo 1708 - 28 ottobre 1719 deceduto)
- Paul de Chaulnes † (16 giugno 1721 - 20 ottobre 1725 deceduto)
- Jean de Caulet † (20 marzo 1726 - 27 ottobre 1771 deceduto)
- Jean de Cairol de Madaillan † (16 dicembre 1771 - 10 dicembre 1779 dimesso)
- Marie-Anne-Hippolyte Hay de Bonteville † (13 dicembre 1779 - 6 ottobre 1788 deceduto)
- Henri-Charles du Lau d'Alleman † (30 marzo 1789 - 4 aprile 1802 deceduto)
- Claude Simon † (2 agosto 1802 - 3 ottobre 1825 deceduto)
- Philibert de Bruillard † (3 luglio 1826 - 7 dicembre 1852 dimesso)
- Jacques-Marie-Achille Ginoulhiac † (7 marzo 1853 - 27 giugno 1870 nominato arcivescovo di Lione)
- Pierre-Antoine-Justin Paulinier † (27 giugno 1870 - 17 settembre 1875 nominato arcivescovo di Besançon)
- Amand-Joseph Fava † (23 settembre 1875 - 17 ottobre 1899 deceduto)
- Paul-Emile-Marie-Joseph Henry † (14 dicembre 1899 - 8 luglio 1911 deceduto)
- Louis-Joseph Maurin † (1º settembre 1911 - 1º dicembre 1916 nominato arcivescovo di Lione)
- Alexandre Caillot † (22 marzo 1917 - 5 gennaio 1957 deceduto)
- André-Jacques Fougerat † (5 gennaio 1957 succeduto - 19 settembre 1969 dimesso[7])
- Gabriel-Marie-Joseph Matagrin † (19 settembre 1969 - 26 settembre 1989 dimesso)
- Louis Jean Dufaux † (26 settembre 1989 succeduto - 10 giugno 2006 ritirato)
- Guy André Marie de Kérimel, Comm. l'Emm. (10 giugno 2006 succeduto - 9 dicembre 2021 nominato arcivescovo di Tolosa)
- Jean-Marc Eychenne, dal 14 settembre 2022

## Statistiche
La diocesi nel 2021 su una popolazione di 1.288.000 persone contava 816.870 battezzati, corrispondenti al 63,4% del totale.
| anno | popolazione | popolazione | popolazione | presbiteri | presbiteri | presbiteri | presbiteri                | diaconi | religiosi | religiosi | parrocchie |
| anno | battezzati  | totale      | %           | numero     | secolari   | regolari   | battezzati per presbitero | diaconi | uomini    | donne     | parrocchie |
| ---- | ----------- | ----------- | ----------- | ---------- | ---------- | ---------- | ------------------------- | ------- | --------- | --------- | ---------- |
| 1949 | 400.000     | 700.000     | 57,1        | 655        | 575        | 80         | 610                       |         | 100       | 400       | 599        |
| 1970 | 780.000     | 849.683     | 91,8        | 695        | 538        | 157        | 1.122                     |         | 214       | 1.408     | 600        |
| 1980 | 706.000     | 876.000     | 80,6        | 489        | 405        | 84         | 1.443                     | 5       | 100       | 800       | 575        |
| 1990 | 760.000     | 963.000     | 78,9        | 402        | 322        | 80         | 1.890                     | 8       | 92        | 887       | 588        |
| 1999 | 804.000     | 1.020.000   | 78,8        | 350        | 267        | 83         | 2.297                     | 26      | 121       | 832       | 588        |
| 2000 | 800.000     | 1.015.753   | 78,8        | 358        | 271        | 87         | 2.234                     | 25      | 119       | 820       | 189        |
| 2001 | 800.000     | 1.015.753   | 78,8        | 302        | 225        | 77         | 2.649                     | 24      | 109       | 820       | 189        |
| 2002 | 700.000     | 1.080.700   | 64,8        | 289        | 210        | 79         | 2.422                     | 24      | 109       | 220       | 189        |
| 2003 | 800.000     | 1.145.598   | 69,8        | 295        | 218        | 77         | 2.711                     | 24      | 93        | 800       | 189        |
| 2004 | 700.000     | 1.145.598   | 61,1        | 284        | 207        | 77         | 2.464                     | 29      | 108       | 220       | 146        |
| 2006 | 707.000     | 1.156.000   | 61,2        | 254        | 202        | 52         | 2.783                     | 33      | 83        | 220       | 48         |
| 2013 | 787.000     | 1.197.000   | 65,7        | 241        | 151        | 90         | 3.265                     | 43      | 116       | 400       | 46         |
| 2016 | 799.000     | 1.260.000   | 63,4        | 236        | 151        | 85         | 3.385                     | 46      | 116       | 430       | 46         |
| 2019 | 811.500     | 1.279.514   | 63,4        | 196        | 144        | 52         | 4.140                     | 45      | 64        | 246       | 46         |
| 2021 | 816.870     | 1.288.000   | 63,4        | 169        | 117        | 52         | 4.833                     | 43      | 59        | 217       | 47         |